# Nurettin
Nurettin ist ein türkischer männlicher Vorname arabischer Herkunft (arabisch نور الدين, DMG Nūr ad-Dīn) mit der Bedeutung „das Licht des Glaubens“ bzw. „das Licht der Religion“ (vgl. Dīn). Arabische Formen des Namens sind u. a. Nur ad-Din und Noureddine.

## Namensträger

### Osmanische Zeit
- Nurettin Paşa (1873–1932), osmanischer bzw. türkischer Politiker und Offizier

### Vorname
- Nurettin Baransel (1897–1967), türkischer General
- Nurettin Canikli (* 1960), türkischer Politiker
- Nurettin Ersin (1918–2005), türkischer General
- Nurettin Kayaoğlu (* 1992), türkischer Fußballspieler
- Nurettin Topçu (1909–1975), türkischer Schriftsteller
- Nurettin Yılmaz (* 20. Jahrh.), türkischer Fußballspieler
- Nurettin Zafer (1920–1992), türkischer Ringer, Weltmeister 1951